# Sorg
Sorgul (Sorghum) este un gen de plante din familia Poaceae. Reprezentatul principal, Sorghum bicolor, este principala cereală pentru pâine în Africa, dar este cultivat și în Europa de Sud, America Centrală și Asia de Sud. Sorgul își are originea în Africa ecuatorială, fiind o cereală adaptată la clima caldă și uscată. O specie de sorg utilizată ca plantă energetică este Iarba de Sudan (Sorghum sudanense).

## Descriere

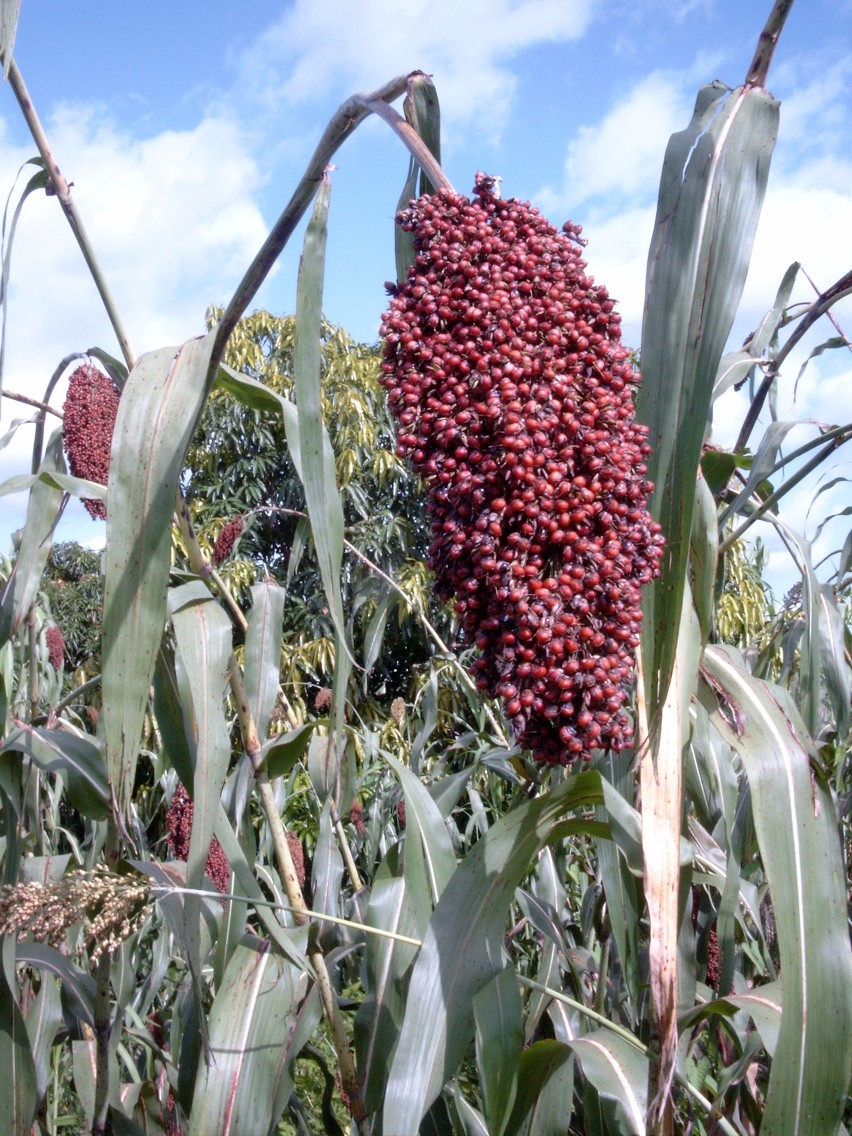
Sorgul

Sorgul este o plantă erbacee perenă, cu înălțimea de până la 2,5 m, la exterior amintind de porumb. Tulpina este dreaptă, uscată, cu nodozități, are o rădăcină bine dezvoltată care pătrunde adânc în sol. Frunzele sunt alterne, late, pubescente, cu margini ascuțite, de culoare verde. Florile sunt așezate în ciorchine drepte, răsfirate sau aplecate, cu lungimea de până la 70 cm. Fructul este o achenă amilacee, ovală, goală sau acoperită cu pieliță de culoare albă, roză, roșie sau galbenă. Înflorește în lunile iunie - iulie. Originar din Africa Ecuatorială, este răspândit și în India și China, unde se cultivă de mai bine de 3000 de ani. În Europa cultura a fost adusă în sec. XV - lea, însă nu a avut răspândire.

## Specii de sorg

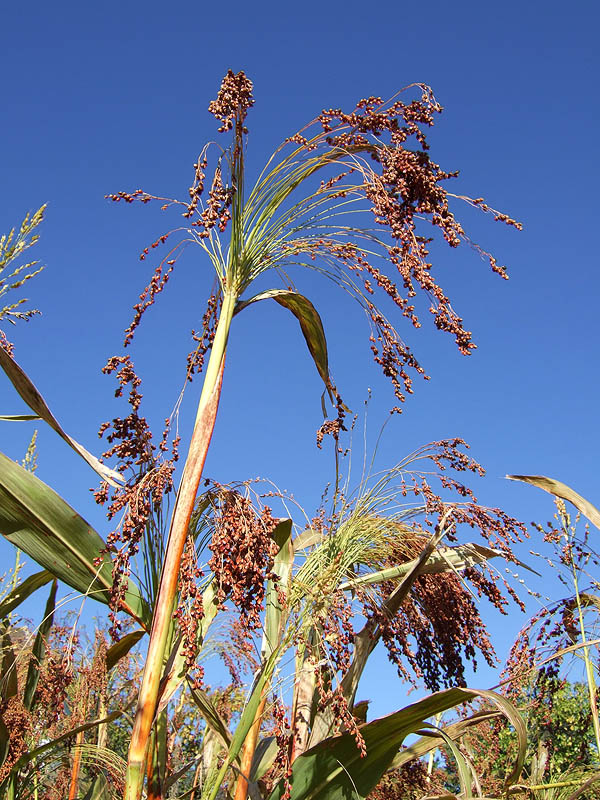
Sorghum almum
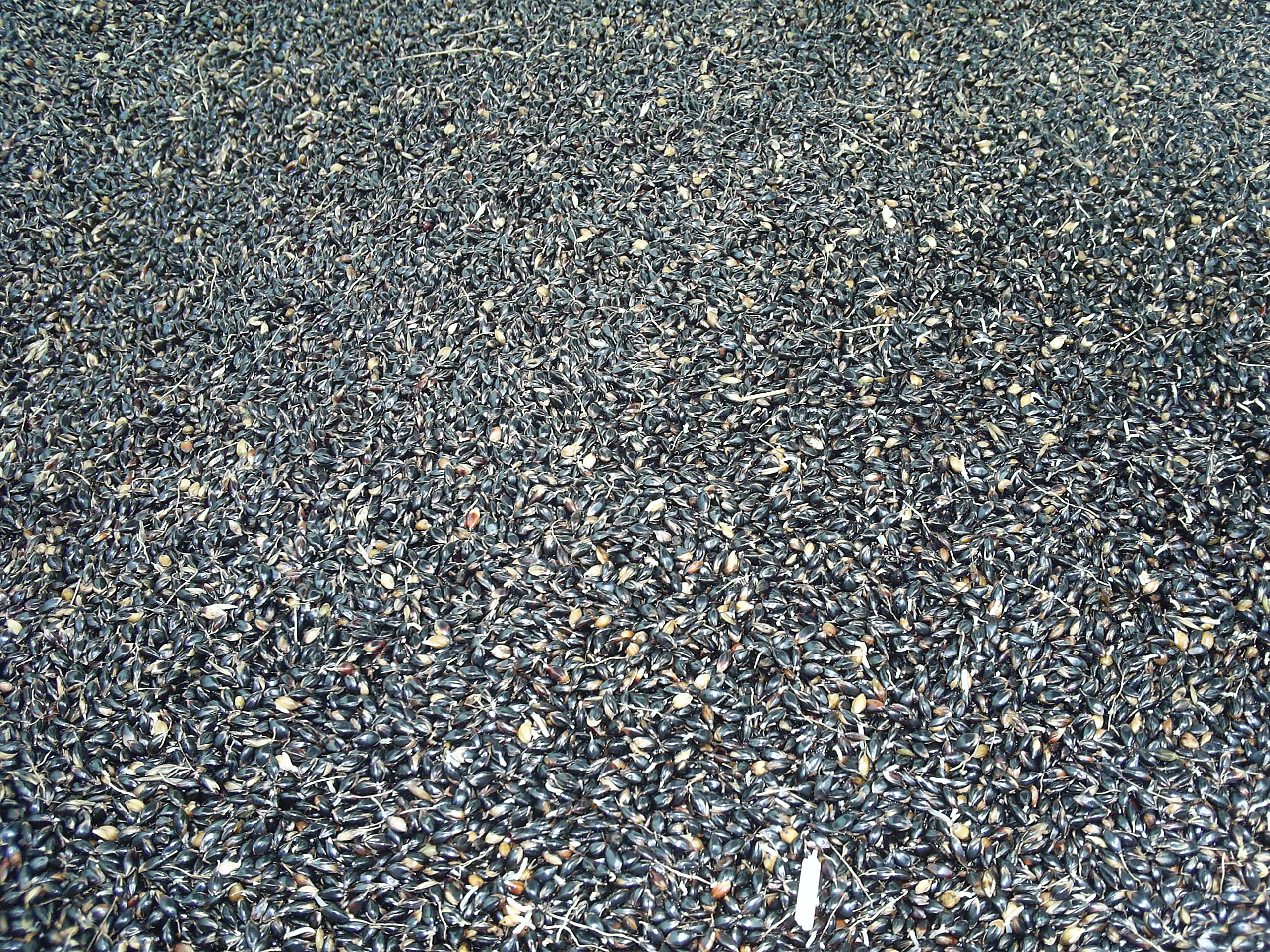
Sorghum almum
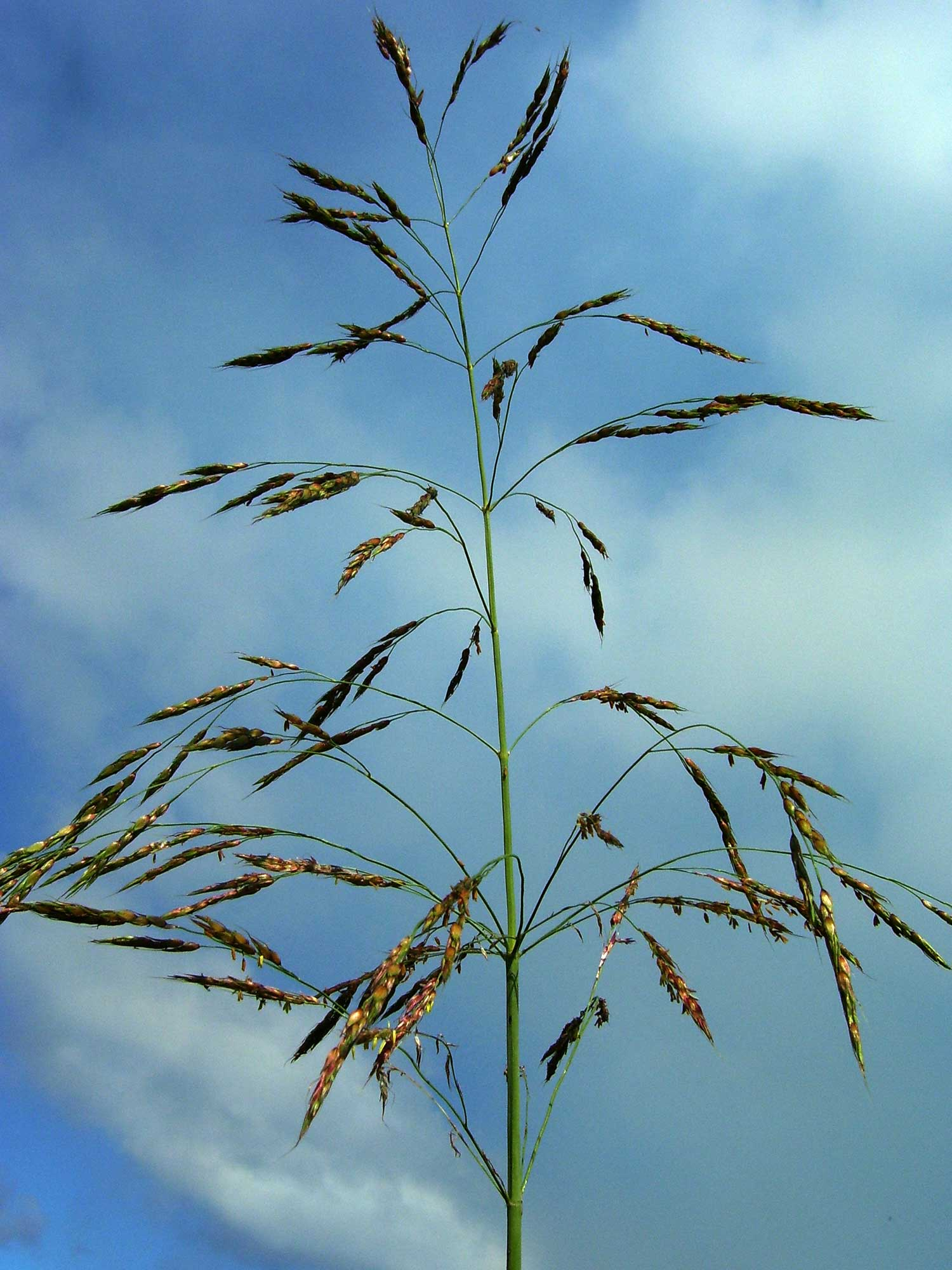
Sorghum amplum
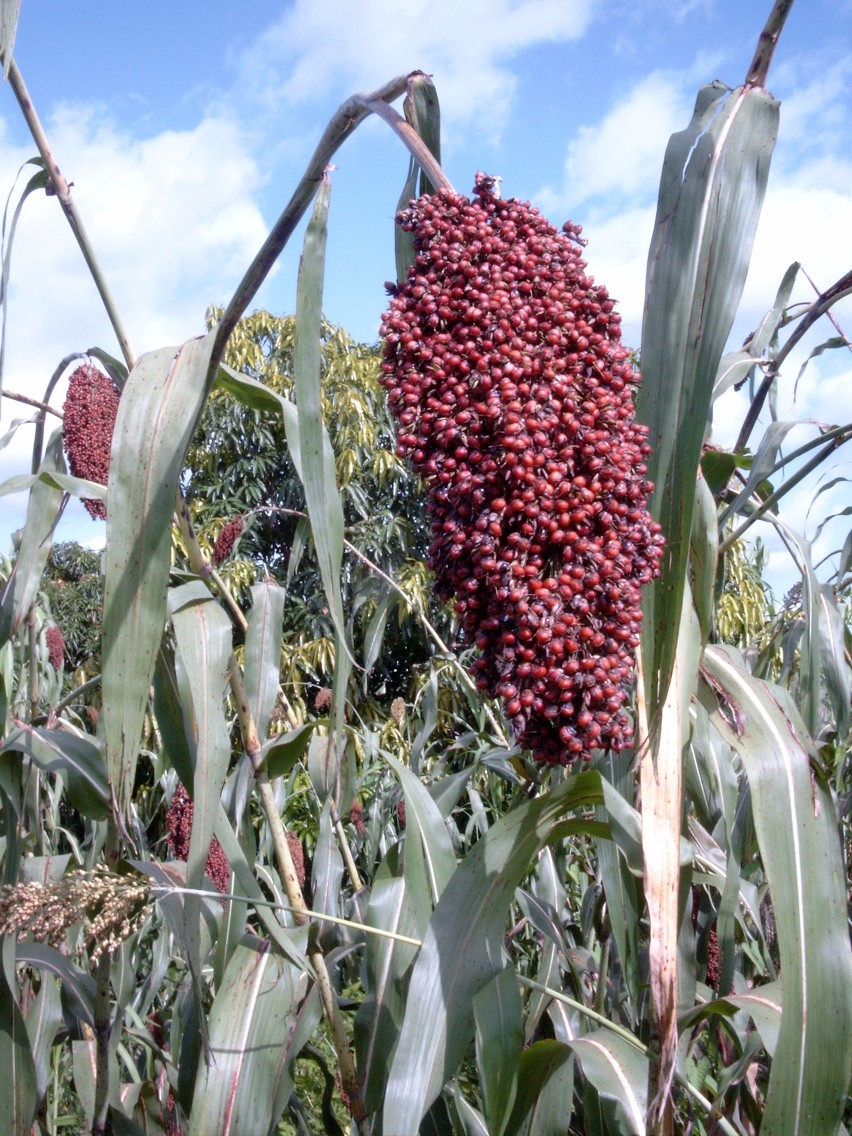
Sorghum angustum
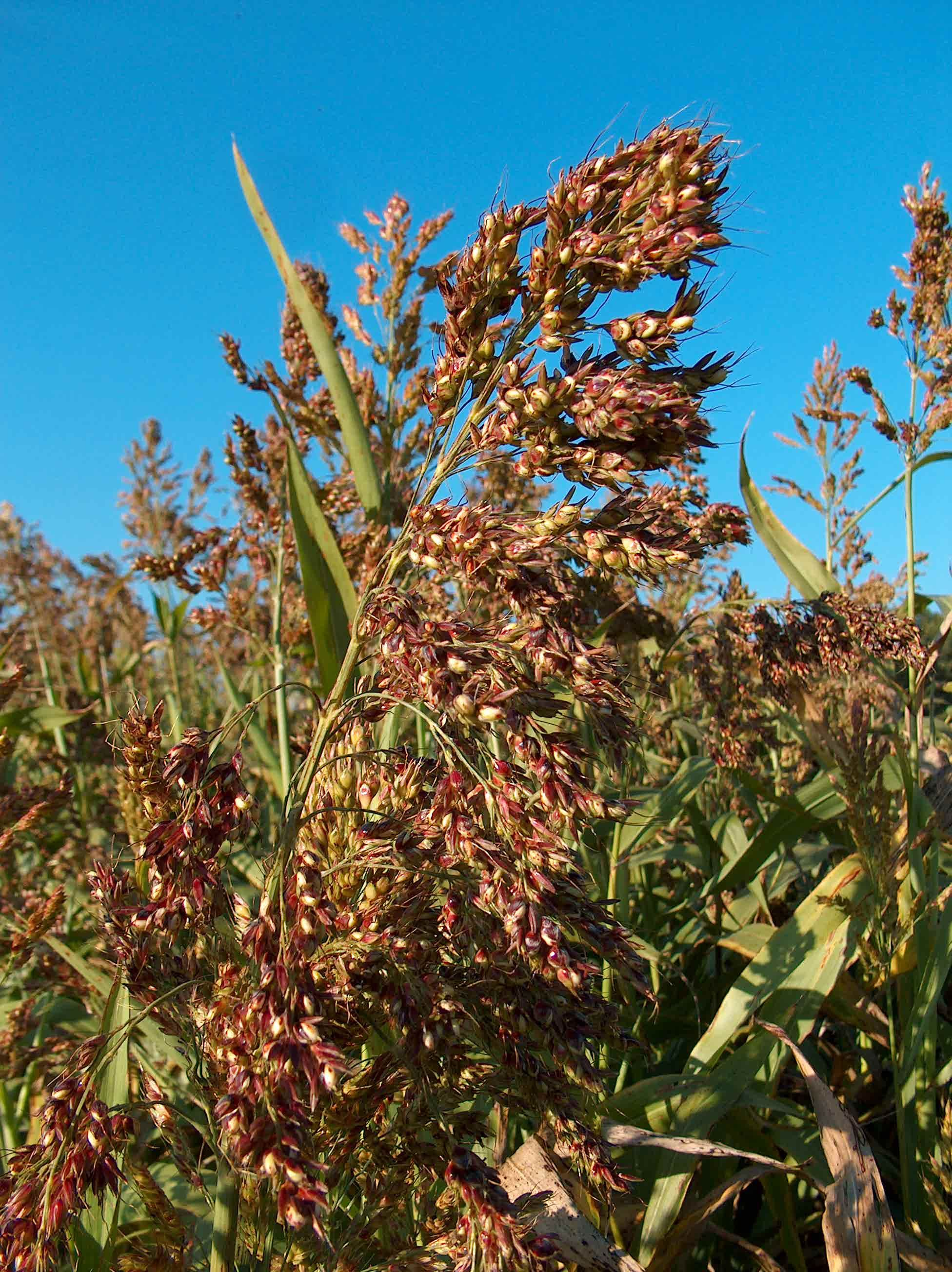
Sorghum arundinaceum
- Sorghum bicolor,
- Sorghum brachypodum
- Sorghum bulbosum
- Sorghum burmahicum
- Sorghum ecarinatum
- Sorghum exstans
- Sorghum grande
- Sorghum halepense (Costreiul)
- Sorghum miliaceum
- Sorghum interjectum
- Sorghum intrans
- Sorghum laxiflorum
- Sorghum leiocladum
- Sorghum macrospermum
- Sorghum matarankense
- Sorghum nitidum
- Sorghum plumosum
- Sorghum propinquum
- Sorghum purpureosericeum
- Sorghum stipoideum
- Sorghum sudanese (Iarbă de Sudan)
- Sorghum timorense
- Sorghum trichocladum
- Sorghum versicolor

- Sorghum arundinaceum
- Sorghum almum
- Sorghum halepense
- Sorghum bicolor
- Sorghum sudanese

## Caracteristici generale
Sorgul este numit plantă - cămilă, deoarece crește acolo unde o altă plantă nu ar rezista. Este cultivat în zonele cu puține precipitații, deseori neregulate. Rădăcinile secundare sunt de două ori mai mari decât ale porumbului, la aceeași vârstă

## Utilizări
Sorgul este o cultură graminee, tehnică și furajeră. În funcție de utilizări, există câteva specii de sorg: pentru grăunțe, pentru zahăr, pentru mături și pentru vite.